# Fastro
Fastro is een plaats (frazione) in de Italiaanse gemeente Arsiè.